# Omicron rubellulum
Omicron rubellulum är en stekelart som beskrevs av Giordani Soika 1978. Omicron rubellulum ingår i släktet Omicron och familjen Eumenidae. Utöver nominatformen finns också underarten O. r. flavellulum.